# Langlade (São Pedro e Miquelão)

Ilha de Langlade.

Langlade (também conhecida como Pequena Miquelão), é uma ilha que, junto com as de Grande Miquelão e Le Cap, forma a "ilha de Miquelão", no arquipélago de São Pedro e Miquelão, uma coletividade de ultramar da França localizada ao sul de Terra Nova, Canadá. Langlade está situada ao sul de Grande Miquelão.

## Geografia
Com uma área de 91 km², é ligada à ilha de Grande Miquelão por um istmo arenoso desde o século XVIII. A ilha não é habitada permanentemente.

## Administração
Administrativamente, Langlade faz parte da comuna (município) de Miquelão-Langlade.